# Pygolabis paraburdoo
Pygolabis paraburdoo là một loài chân đều trong họ Tainisopidae. Loài này được Keanle & Wilson miêu tả khoa học năm 2006.